# Бурнонвиль, Август
Август Бурнонви́ль (дат. August Bournonville; 21 августа 1805, Копенгаген — 30 ноября 1879, там же) — датский артист балета, балетмейстер и педагог, создатель собственной системы хореографического обучения, основатель уникального датского балетного стиля, получившего название «школы Бурнонвиля». Сын Антуана Бурнонвиля.

## Биография
Август Бурнонвиль родился в Копенгагене в 1805 году в семье французского балетмейстера Антуана Бурнонвиля, ученика переехавшего в Данию итальянского балетмейстера Винченцо Галеотти. В 1820 году совершенствовался в Париже у балетмейстера Огюста Вестриса. Выступал совместно с балериной Марией Тальони. После учёбы стал солистом Королевского балета в Копенгагене.
В 1830—1848 гг. работал балетмейстером и педагогом датского Королевского балета, в том числе переносил самые известные и удачные постановки с других европейских сцен (в 1834 году возобновил в Копенгагене балет известного французского балетмейстера Л.Милона «Нина, или Сумасшедшая от любви» композитора Н. Далейрака); в 1861—1864 гг. — главный балетмейстер и педагог Королевской оперы в Стокгольме.
Бурнонвиль был талантливым балетмейстером; поставил свыше 50 балетов. Около 15 сохранилось в репертуаре датского балета до сегодняшнего дня. Среди них: «Сильфида» (музыка Хермана Северина Лёвенскьола, 1836), «Неаполь» (музыка Нильса Вильгельма Гаде, Эдварда Матса Эббе Хельстеда, Хольгера Симона Паулли и Ханса Кристиана Лумбю, 1842), «Ярмарка в Брюгге» (музыка Паулли, 1849), «Народное сказание» (музыка Гаде и Йоханна Петера Эмилиуса Хартманна, 1854), «Далеко от Дании» (музыка Йозефа Глезера, Луи Готшалка, Лумбю, Эдуарда Дюпюи, Андреаса Фредерика Линке, 1860) и др. Бурнонвиль придал датскому балету национальное своеобразие, использовал в постановках национальный танцевальный фольклор, вводил национальные танцы других стран, использовал большое количество пантомимных эпизодов. Действие балетов Бурнонвиля происходит в разных странах: в Дании, Италии, Шотландии, России, Южной Америке.
Балеты Августа Бурнонвиля стали широко известны за пределами Дании лишь после Второй мировой войны.
Среди учеников Бурнонвиля — Люсиль Гран и Христиан Иогансон.
После посещения России весной 1874 года, где он побывал в Санкт-Петербурге и Москве, встретился с Иогансоном и Петипа и посетил несколько уроков и репетиций, июнь-июль он вместе с семьёй провёл в Италии. Осенью был в Париже, где посмотрел несколько оперных спектаклей парижской Оперы в зале Вантадур и увидел «Коппелию» Сен-Леона, которая его не впечатлила, как и «слабые силы» балетной труппы:

К сожалению, балет, некогда богатый персоналом, ныне сведён к одному посредственному танцовщику (возможно, имеется в виду Мерант) и уже упомянутой танцовщице (Леонтина Богран), вкупе с несколькими невыразительными мимами.
Здесь он встречался с Перро, живущим частными уроками и, считая постановки своего ровесника вершиной хореографического искусства, попытался выступить в его защиту: 

Мы много беседовали о нашем пребывании в России, о нынешнем почти повсеместном упадке искусства танца. Я приложил все усилия, чтобы Перро снова начал сочинять балеты, и с этой целью написал статью в форме фельетона, где настаивал на восстановлении искусства, когда-то бывшего сокровищем Оперы.
Скорее всего, во Франции этот фельетон не был напечатан и не вызвал никакого отклика. 
Вернувшись в Копенгаген, Бурнонвиль осуществил постановку ещё нескольких спектаклей, из которых последним стал балет «Из Сибири в Москву» (1876). Теперь он жил большей частью за городом, во Фреденсборге. Осенью 1879 года вернулся в столицу, чтобы сочинить балетный апофеоз к спектаклю в честь 100-летия со дня рождения драматурга Адама Эленшлегера, состоявшемуся 14 ноября — это стало его последней работой. 30 ноября 1879 года Август Бурнонвиль скончался на улице, возвращаясь с утренней церковной службы.

## Балеты
- 28 ноября 1836 — «Сильфида», двухактный балет на музыку Германа фон Левенскольда по мотивам парижского спектакля Филиппо Тальони (1832). Сильфида — Люсиль Гран, Джеймс — Август Бурнонвиль.
- 17 апреля 1839 — «Аладдин», постановка пьесы Адама Эленшлегера «Аладдин» (1805) совместно с режиссёром Томасом Оверскоу, актёром Х. П. Холстом и самим драматургом.
- 1840 — «Бог и баядера» (по мотивам одноимённой оперы Даниэля Обера).
- 4 марта 1853 — «Свадебный поезд в Хардангере», двухактный балет на музыку Холгера Паулли[англ.]. Рагнильда — Жюльетта Прайс[англ.].
- 1860 — «Вдали от Дании, или Костюмированный бал на борту корабля», двухактный балет-водевиль на музыку Иосифа Глезера[англ.]. Розита — Жюльетта Прайс[англ.].
- 19 февраля 1871 — «Вольные стрелки из Амагера», балет-водевиль на музыку Вильгельма Кристиана Хольма[дат.], Ганса Лумбю и Эдуарда Дюпюи
- 7 декабря 1876 — «Из Сибири в Москву», двухактный балет на музыку Карла Кристиана Мёллера.